# Embalse de Bárcena
El embalse de Bárcena es una presa de agua situada en el curso del río Sil (Confederación Hidrográfica del Miño-Sil), entre Santa Marina del Sil y Ponferrada, en la comarca Leonesa de El Bierzo León.

## Historia
Para su construcción y puesta en servicio, en 1961, a partir del proyecto del ingeniero Antonio Corral García, previamente se desalojaron, pues serían anegados, los pueblos de Bárcena del Río y Posada del Río, cuyos 500 vecinos fueron realojados en un poblado de nueva construcción llamado "Bárcena del Caudillo" (actualmente Bárcena del Bierzo), situado en el km. 5 de la CL-631 (Carretera de La Espina), así como en el pueblo de Posada del Bierzo, y en el Barrio de Fuentesnuevas en Ponferrada.
En 1955 comenzaron las obras, aprobadas por el Ministerio de Obras Públicas ese mismo año. 
El proyecto supuso la modificación del trazado del ferrocarril de la empresa Minero Siderúrgica de Ponferrada (Ferrocarril de la MSP) o Ferrocarril Ponferrada-Villablino.
Supuso, igualmente, la supresión de la conexión entre Cubillos del Sil y Congosto, entre la margen derecha e izquierda del río Sil, a unos 5 km aguas arriba de la cerrada, al quedar anegado y no ser restituido el servicio que proporcionaba el puente, considerado de origen romano, que unía ambas localidades a través del camino Real de Galicia, heredero de las calzadas Vía XX, Vía XIX y Vía XVII o Vía Nova, vías de tránsito que comparten trazado, resultando una conexión que quedó truncada.

## Características
Es un embalse de gravedad que ocupa 986 ha. Tiene una superficie de cuenca de 820 km². Su capacidad máxima es de 341 hm³ y su nivel medio es del 66% (225 hm³). La cota máxima está en los 620 m s.n.m..
Se utiliza para la generación hidroeléctrica, habiendo tenido un posterior relevante uso en la refrigeración de la central térmica de carbón Compostilla II.
Tiene, así mismo, usos en el regadío de amplias zonas del Bierzo Bajo, una idea de regadío y aprovechamiento agrícola propuesta y defendida a lo largo de los años por Severo Gómez Núñez.

## Central eléctrica
En 1964, el Ministerio de Obras Públicas, a través de la Dirección General de Obras Hidráulicas, hacía pública la resolución que otorgaba a la Empresa Nacional de Electricidad, S. A (Endesa) la concesión del aprovechamiento del salto de pie de presa del embalse de Bárcena sobre el río Sil, en el término de Ponferrada (León), con destino a la producción de energía eléctrica. El autor del proyecto, suscrito en octubre de 1961, fue el Ingeniero de caminos, canales y puertos Fernando Puertas Pérez, con un presupuesto para la realización de la obra de 72 millones y medio de pesetas (437 000 euros).
El caudal máximo que se podía utilizar para la producción de electricidad era de 100 m³/s, utilizando dos turbinas Francis, de eje vertical, con una potencia efectiva cada una de 38 622 CV (30 MW).
La concesión se otorgó por un periodo de 75 años a partir del inicio de la puesta en funcionamiento de la explotación.
En 2022, Endesa inició la remodelación de los equipos electromecánicos de los dos grupos generadores de la instalación, con una inversión total calculada en algo más cinco millones de euros para cada grupo. Aunque la titularidad del embalse de Bárcena corresponde a la Confederación Hidrográfica Miño-Sil, el aprovechamiento de pie de presa corresponde a Endesa, que se ocupa de la transformación y mejora de las instalaciones.